# ニコール・リン
ニコール・リン（Nicole Lyn、1978年2月24日 - ）は、カナダの女優。

## 出演作品
- サイク/名探偵はサイキック? シーズン1
- ザ・ホワイトハウス4